# 阿夫古斯季夫卡 (比爾戈羅德-德尼斯特羅夫西基區)
46°38′24″N 30°38′54″E / 46.64000°N 30.64833°E
阿夫胡斯季夫卡（烏克蘭語：Августівка）是位於烏克蘭西南部的村莊，由敖德萨州敖德萨区的烏薩托韋市鎮負責管轄。該村始建於1850年，面積1.87平方公里，海拔高度50米，人口1,266，人口密度每平方公里765.78人。